# Třída Adhafer
Třída Adhafer (jinak též třída C-28A) je připravovaná třída korvet stavěných v ČLR pro alžírské námořnictvo. Celkem byla objednána stavba tří jednotek této třídy. Plavidla jsou některými zdroji řazena mezi korvety, k korvet je však řadí jak jejich velikost a složení výzbroje, tak jejich konstrukční vzory v čínských fregatách třídy F-22P a typu 054A.

## Stavba
Kontrakt na stavbu tří jednotek této třídy byl podepsán počátkem roku 2012 s čínskou společností China Shipbuilding Trading Co (CSTC). V lednu 2013 bylo rozhodnuto, že plavidla postaví loděnice Hudong-Zhonghua v Šanghaji. Podle čínských vyjádření jsou plavidla evolucí pro pákistánské námořnictvo postavených fregat třídy F-22P Zulfiquar s využitím prvků čínských fregat typu 054A.
Jednotky třídy Adhafer:
| Jméno          | Spuštění na vodu | Dokončení         | Status  |
| -------------- | ---------------- | ----------------- | ------- |
| Adhafer (920)  | 15. srpna 2014   | listopad 2015     | aktivní |
| El Fatih (921) | 6. února 2015    | 10. března 2016   | aktivní |
| Ezzadjer (922) |                  | 12. července 2016 | aktivní |

## Konstrukce

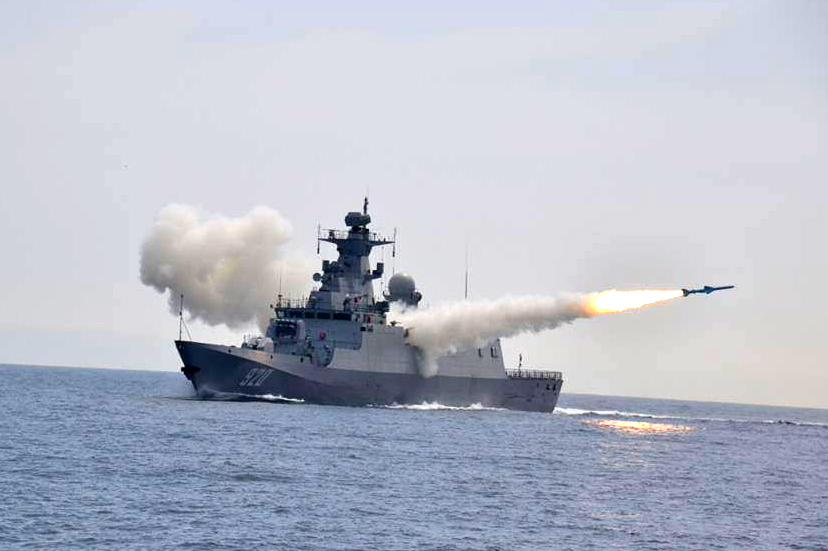
Korveta vypouští protilodní střelu

V konstrukci korvet jsou využity prvky technologií stealth. Plavidla ponesou směs západních a čínských systémů. Budou vybavena bojovým řídícím systémem společnosti CMS, přehledovým radarem Thales Smart-S Mk 2 a dalšími senzory stejné společnosti. Kvůli obavám z průmyslové špionáže přitom budou systémy Thales instalovány až po předání plavidel do Alžírska. Sestavu radarů doplní dva navigační radary, patrně typu Kelvin Hughes SharpEye, čínské střelecké radary, čínský sonar a další elektronika.
V dělové věži na přídi bude jeden 76mm kanón NG-16-1, který je čínskou verzí ruského systému AK-176M. Za ním bude osminásobné vypouštěcí zařízení protiletadlových řízených střel FM-90N se střelami HQ-7 s dosahem 15 km (varianta francouzských střel Crotale). Uprostřed lodi budou dva čtyřnásobné kontejnery obsahující čínské protilodní střely C-802 s dosahem 120 km. Blízkou obranu zajistí dva 30mm obranné systémy typu 730B. Protiponorkovou výzbroj budou tvořit dva tříhlavňové 324mm protiponorkové torpédomety. Plavidlo dále ponese čtyři 24hlavňové vrhače klamných cílů. Na zádi bude přistávací paluba a hangár pro uskladnění jednoho protiponorkového vrtulníku.
Pohonný systém bude sestávat ze čtyř dieselů MTU. Plavidla nebudou mít klasický komín, ale výfuky budou vyvedeny na bocích trupu nad čárou ponoru.Plánovaná nejvyšší rychlost je 30 uzlů.